# Chooz (Ardennes)
Chooz település Franciaországban, Ardennes megyében. Lakosainak száma 792 fő (2022. január 1.). Chooz Charnois, Foisches, Givet, Ham-sur-Meuse, Hargnies, Landrichamps és Rancennes községekkel határos.

## Népesség
A település népességének változása:
| Lakosok száma | 655  | 802  | 803  | 762  | 757  | 746  | 745  | 754  | 756  | 792  |
|               | 1968 | 1982 | 1990 | 2006 | 2013 | 2015 | 2017 | 2019 | 2020 | 2022 |